# Arkadij (Demčenko)
Arkadij (světským jménem: Dmytro Petrovyč Demčenko; * 12. května 1979, Bachmač) je ukrajinský duchovní Ukrajinské pravoslavné církve Moskevského patriarchátu, biskup hostomelský a vikář kyjevské eparchie.

## Život
Narodil se 12. května 1979 v Bachmači.
Po střední škole č. 5 v rodném městě nastoupil na Kyjevský duchovní seminář. Od roku 1997 působil v kanceláři eparchie. Roku 2000 pokračoval ve studiu na Kyjevské duchovní akademii. Od září 2000 se stal úředníkem chustské eparchie.
Dne 9. října 2000 byl biskupem chustským a vynohradivským Ioanem (Siopkem) rukopoložen na diákona. V únoru 2002 přešel do kléru kyjevské eparchie, kde byl 27. dubna 2003 povýšen na protodiákona. Kněžské svěcení přijal 9. listopadu 2006 z rukou metropolity kyjevského Volodymyra (Sabodana).
Dne 27. března 2007 byl v Kyjevskopečerské lávře postřižen na monacha se jménem Arkadij na počest svatého Arkadia Kyperského s povýšením na igumena. Poté se stal vedoucím eparchiální kanceláře. Dne 1. května 2011 byl povýšen na archimandritu.
Dne 27. června 2011 se stal předsedou oddělení pro vyznamenání. O tři roky později dokončil fakultu historie Kyjevské univerzity.
Dne 20. prosince 2022 jej Svatý synod Ukrajinské pravoslavné církve zvolil biskupem hostomelským a vikářem kyjevské eparchie. Biskupská chirotonie proběhla 4. ledna 2023 v Kyjevskopečerské lávře. Hlavním světitelem byl metropolita kyjevský a celé Ukrajiny Onufrij (Berezovskyj).